# Weinstraße Saale-Unstrut

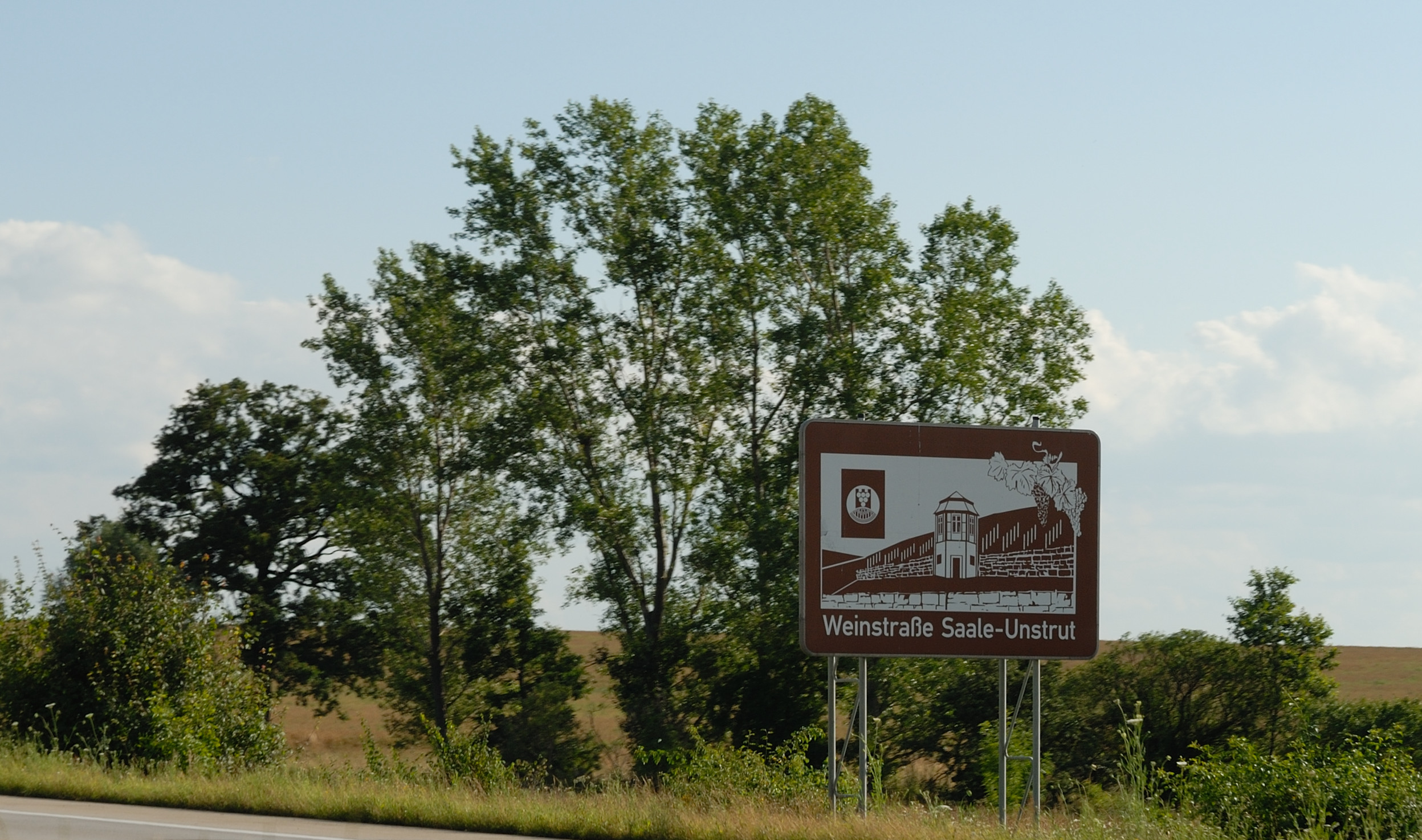

De Weinstraße Saale-Unstrut is een toeristische autoroute in Thüringen, Duitsland. De bewegwijzerde route van 60 kilometer door wijnbouwgebied Saale-Unstrut werd gecreëerd in 1993. Ze loopt van Memleben tot Bad Sulza via Nebra, Vitzenburg, Reinsdorf, Karsdorf, Kirchscheidungen, Laucha, Dorndorf, Weischütz, Zscheiplitz, Freyburg, Großjena, Roßbach, Bad Kösen; er is ook een soortgelijke fietsroute.